# Пашкевич Алоїза Степанівна
Алої́за Степа́нівна Пашке́вич (Цьо́тка) (біл. Алаіза Сцяпанаўна Пашкевіч (Цётка), 3 (15) липня 1876, фільварок Пещин, нині Щучинського району, Гроденської області — 5 (18) лютого 1916, Старий Двір, нині Щучинського району) — білоруська поетеса, громадська діячка, публіцистка й педагог.

## Життєпис

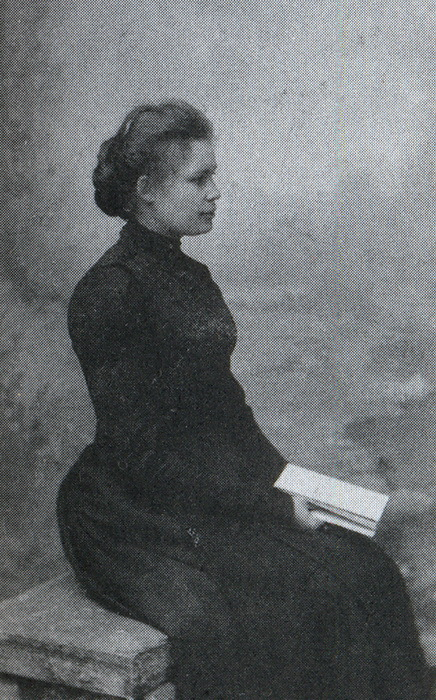
Алоїза Пашкевич (Цьотка). 1904 рік

Алоїза Пашкевич народилась у заможній шляхетській сім'ї. Закінчила у Вільні приватну семикласну школу В. Прозорової. Вчителювала на селі. У 1902—1904 роках навчалася в Петербурзі на Вищих освітніх курсах імені Петра Лесгафта. Здобуте знання з медицини, гігієни, педагогіки й ботаніки потім знадобилося в житті.
Під час цього навчання в Петербурзі сформувався й діяв студентський гурток «Круг беларускай народнай прасьветы і культуры», учасницею якого стала Алоїза Пашкевич. Була знайома з Янкою Купалою, Змітроком Бядулею та Мікалоюсом Константінасом Чюрльонісом. Середовище гуртка багато в чому визначило її громадянську позицію — активну боротьбу з царизмом, соціальне визволення трудівників, національне визволення білорусів. Тоді ж і почалася Алоїзина літературна творчість. Нелегальні видання гуртка — «Калядная пісанка» і «Велікодная пісанка» — містили її вірші «Мужык не зьмяніўся», «Музыкант беларускі», «Нямаш, але будзе». Лесгафтівських курсів Алоїза Пашкевич не закінчила, натомість склала екстерном іспит за повний курс петербурзької Олександрівської жіночої гімназії.
1904 році Пашкевич поселилась у Вілейці й працювала там на роботі фельдшера у нововідкритій психіатричній лікарні. У 1904—1905 роках брала активну участь у діяльності Білоруської соціалістичної громади. Під загрозою арешту була вимушена в 1905 році виїхати за кордон, але невдовзі повернулася і взяла участь у випуску першої білоруської газети «Наша доля».
Потім довелося емігрувати в Австро-Угорщину. 1905 року Алоїза Пашкевич вступає до Ягеллонського університету. Вивчає білоруський театр і фольклор. На той час у неї загострилися сухоти, тож довелося лікуватися в Закопаному. У 1911-му Пашкевич вступила на філософський факультет Львівського університету й навчається в цьому виші до 1912 року. Під чужим паспортом вона відвідує Російську імперію.
20 лютого 1911 року у віленській церкві святого Рафаїла Алоїза Пашкевич узяла шлюб з литовським інженером Степаносом Кайрисом — соціал-демократом, депутатом Другої Державної думи, майбутнім віцепрем'єр-міністром Литви. Змінивши прізвище на чоловікове, вона змогла повернутися до Білорусі. Там вона стає актрисою театру Гната Буйницького. У 1914 році поетеса починає видавати в Мінську молодіжний часопис «Лучынка». Щоб оздоровитися, на якийсь час виїжджає до Фінляндії та Швеції.
У 1915 році Алоїза Пашкевич докладає великих зусиль, щоб зорганізувати білоруські школи та вчительські курси у Вільні, допомагає у створенні притулків, як сестра милосердя доглядає хворих у тифозниму бараку. У січні 1916 року помер її батько, й Алоїза поїхала на його похорон. Тоді у Лідському повіті була епідемія тифу. Алоїза Пашкевич залишилася, щоб допомогти пацієнтам, але сама заразилася й померла. Поховали її у Старому Дворі неподалік Ліди.

## Творчість
Найранішими з відомих віршів Алоїзи Пашкевич (Цьотки) вважаються «Лета» і «Восень», опубліковані у збірці «Скрыпка беларуская» (1906). У них по-майстерному передано окремі моменти селянської праці, описано літні забави й осінній ярмарок. Загалом ця збірка уосіблює течію відродження у творчості Цьотки. Майже водночас вийшла друком її друга поетична збірка «Хрэст на свабоду» (1906), яка представляє революційно-бунтарський напрямок у творах авторки. Поміщені в збірці вірші «Хрэст на свабоду», «Мора», «Пад штандарам» — справжні шедеври революційно-агітаційної поезії. Вперше вони були надруковані тисячами як листівки й поширювалися в 1905 році, під час Першої російської революції. Головні мотиви поезії Цьотки — любов до батьківщини, до природи, самовіддане служіння народу. Революційна полум'яність і тонкий ліризм, поєднання імпульсивної лірики й ніжних образів — це характерні риси її творчості. Алоїза Пашкевич належить до числа основоположників білоруської прози. Оповідання цієї авторки відображають настрої студентської молоді («Зялёнка»), важке життя селян («Навагодні ліст»), трагічну долю дітей, змушених жити в нелюдських умовах капіталістичного суспільства («Міхаська»). Оповідання «Прысяга над крывавымі разорамі» так само, як і названі вище вірші, надруковано як прокламацію. Перу Цьотки належать книжки та підручники для дітей («Лемантар», «Гасьцінец для малых дзяцей», «Першае чытаньне для дзетак беларусаў»), публіцистичні статті та нариси, розвідки про історію білоруського театру.

## Пошанування пам'яті
- На честь Алоїзи Пашкевич названо вулиці у Мінську, Молодечні та Гродні.
- Алоїзі Пашкевич поставлено пам'ятники в містах Острина і Щучин.
- В Острині знаходиться Народний музей Пашкевич Алоїзи Степанівної (Цьотки)[2].
- У Львові, на приміщенні старого корпусу Львівського університету, поміщено меморіальну таблицю на честь Алоїзи Пашкевич.
- У 1976 році білоруські митці Григорій Іванов і Світлана Горбунова створили медалі та медальйон, присвячені Алоїзі Пашкевич[3].
- У 1991 році на студії «Білорусьфільм» знято чотирисерійний художній фільм «Хрест милосердя», присвячений життєвому й творчому шляху Алоїзи Пашкевич. Режисер — Діамара Нижниковська.

## Твори
- Першае чытаньне для дзетак беларусаў / Цётка. — Факсимільне оновлене видання 1906 року. — Мн.: Юнацтва, 1992. — 32 с.
- Выбраныя творы (паэзія, проза, чытанкі для дзяцей, лісты, дадатак) / Цётка; Укладання і передмова Валентини Ковтун; коментарі С. Александровича і В. Ковтун. — Мн.: Беларускі кнігазбор, 2001. — 333 с.
- Творы («Скрыпка беларуская»; «Хрэст на свабоду»; вершы, 1903—1915; апавяданьні, нарысы; артыкулы; лісты) / Цётка; Уклад., прадм. і камент. С. Александровіча. — Мн.: Мастацкая літаратура, 1976. — 302 с.
- Избранное («Скрыпка беларуская»; «Хрэст на свабоду»; вершы, 1903—1915; апавяданьні, артыкулы) / Тётка; Прадм. А. А. Лойка; перакл. з бел. П. Кашаля. — Мн.: Юнацтва, 1986. — 222 с.
- Избранное: стихотворения. Рассказы. Путевые очерки: перевод с белорусского / Тётка; Уклад. і прадм. С. Александровіча. — М.: Художественная литература, 1976. — 221 с.
- Вершы і апавяданьні / Алаіза Пашкевіч (Цётка); Прадм. С. Х. Александровіча. — Мн.: Сталія, 2003. — 104 с.
- Вершы / Цётка; Уклад. В. Хлебавец; прадм. А. Лойкі]. — Мн.: Мастацкая літаратура, 1996. — 214 с.
- Тётка (Алоиза Степановна Пашкевич) (1876—1916) // Антология педагогической мысли Белорусской ССР / Уклад. Э. К. Дарашэвіч і інш.; рэд. кал.: М. А. Лазарук адк. рэд. і інш. — М.:, 1986. С. 258—264.

## Зовнішні зв'язки
- Выбраныя творы — Эл. рэсурс knihi.com
- Беларускі Знак Цёткі (Да 125-годдзя з дня нараджэння) — артыкул Валянціны Коўтун, часопіс «Наша Вера»
- Спіс твораў аб жыцці і творчасці паэтэсы [Архівовано 1 червня 2019 у Wayback Machine.] — Нацыянальная бібліятэка РБ
- ПАШКЕВІЧ (ЦЁТКА) Алаіза Сцяпанаўна
- До 130-ліття Алоїзи Пашкевич (біографія, бібліографія) [Архівовано 1 червня 2019 у Wayback Machine.] (біл.)
- Цьотка на сайті «Білоруські літератори» (біл.)
- До 130-ліття Алоїзи Пашкевич (біл.)